# Atsuma
Atsuma (japanska: 厚真町?, Atsuma-chō) är en landskommun (köping) i Hokkaido prefektur i Japan.